# فیریق
فیریق (به ترکی آذربایجانی: Fırıq) یک منطقه مسکونی در جمهوری آذربایجان است که در شهرستان قوبا واقع شده است. فیریق ۱۰۹ نفر جمعیت دارد.